# 楠大典
楠 大典（日语：／ Kusunoki Taiten，1967年3月18日—），出生於日本東京都，血型B型；隷屬於Amuleto，日本男性配音員和演員。

## 生平
- 動漫配音經常聲演熱血或冷靜沉著的角色，冷酷無情的反派角色。對於嚴肅的角色和滑稽的角色更加能夠細膩地處理，也常有黑人角色的擔當演繹。兩次擔任變形金剛動畫的擎天柱，當變形金剛銀河之力動畫的監製選定他為星辰擎天柱的配音後，他非常高興。他再次參與變形金剛吹替配音，在變形金剛1的電影中擔當爵士的吹替。

- 網球王子選角試音，分別為手塚國光和橘桔平兩個角色進行兩次試音而被刷落，當第三次榊太郎和真田弦一郎兩個角色試音後，卻被選上。

- 據說與置鮎龍太郎的著裝差不多。

- 經常捉弄同行聲優，經常被前輩評價不像前輩。

- 楠大典和木內秀信同樣是以戲團擦身進入聲優界，所以兩人交情非常好。

- 廣播『神谷浩史·小野大輔的DearGirl〜〜Stories』第96話為神谷浩史慶祝生日，作為被邀請嘉賓的時候，穿女僕裝祝賀。

## 作品

### 電視動畫
1996年
- 烏龍派出所（川崎瀨刃、市井木目藏、電極光）
- 夜行神龍（巨人）

1998年
- 危險調查員（艾瑞克）

1999年
- 魯邦三世：愛的記號，不二子的倒楣日（羅薩莉婭的父親）

2000年
- 名侦探柯南（加那秀樹（第180-181集））
- 變形金剛 Car Robot（黑暗擎天柱）
- 咕嚕咕嚕魔法陣（狡）

2001年
- 網球王子（真田弦一郎）
- 名偵探柯南（染田（第242集））
- 星界的戰旗Ⅱ（德克弗）

2002年
- 東京地下城（熱）
- 哨聲響起（松下左右十）

2003年
- 火影忍者（森乃伊比喜）
- 戰鬥吧！超機械生命體變形金剛（黑人護衛隊）
- 神槍少女（馬賽羅）

2004年
- 棒球大聯盟 1st season（樫本修一監督）
- 陸奧圓明流外傳 修羅之刻（九鬼數馬、真田左衛門佐幸村、土方歲三）
- 吟游默示錄（校長）
- 機動戰士高達SEED DESTINY（馬德·艾布斯、真的父親 其他）

2005年
- 變形金剛·銀河之力（星辰擎天柱）
- 棒球大聯盟2nd season（樫本修一監督）
- 異度傳說（馬格利斯）
- 韋馱天翔（警備隊長）
- 光速蒙面俠21（番場衛、山本鬼兵）

2006年
- 賜予護君女神的祝福（菊川宗司）
- 飛天小女警Z（尤特博士）
- 火影忍者（丸鐵（第209-212集））
- 數碼獸拯救者（薩摩廉太郎）
- 蒼天之拳（查理斯·德·惡狼）
- 黑礁（包里斯軍曹）
- 黑礁 The Second Barrage（包里斯軍曹）

2007年
- 棒球大聯盟3rd season（樫本修一監督）
- 死神（艾朵拉德·裡歐尼斯）
- 黑之契約者（磯崎壯一）
- 逆境無賴（黑服A）
- 零之使魔～雙月的騎士～（維奴威爾）
- 楓之谷（嘉路斯）
- 龍鳴（悠納米涅·寇）
- Baccano！（艾雷安·杜格饒）

2008年
- 棒球大聯盟4th season（樫本修一監督）
- 新安琪莉可Abyss（瑪緹亞斯）
- 新安琪莉可Abyss -Second Age-（瑪緹亞斯）
- 全力兔（社長）
- 死神（佐馬利·路魯）
- 火影忍者疾風傳（森乃伊比喜）
- 銀魂（隈無清藏）

2009年
- 獸之奏者（大公）
- ONE PIECE（怪僧烏魯吉）
- 名偵探柯南（後藤善悟（第537-538集））
- 龍珠改（內魯）
- 魯邦三世VS名偵探柯南（卡艾魯）

2010年
- 逆轉監督（夏木陽太郎）
- 侵略！烏賊娘（ユウタの父）

2011年
- 名偵探柯南（平良賢三（第640-641集））
- 老虎和兔子（安東尼奧·洛佩茲）
- 境界線上的地平線（酒井·忠次）
- 滑頭鬼之孫 千年魔京（がしゃどくろ）

2012年
- 境界線上的地平線Ⅱ（酒井·忠次）
- 王者天下（蒙武）
- 新網球王子（真田弦一郎）
- 學園救援團（藪田）
- 超譯百人一首 歌之戀（藤原道隆）
- 名偵探柯南（砂田康之（第680話））

2013年
- 全職獵人螞蟻篇（莫老五（嵌合蟻討伐隊））
- 王者天下2（蒙武）
- 戀愛研究所（真木之父）
- 飆速宅男（可怕的人）
- 伽利略少女（羅伯托·馬特拉齊）

2014年
- 宇宙兄弟（菲利浦·路易斯）
- 大圖書館的牧羊人（祈伊）
- 我，要成為雙馬尾（罪惡魔蚤）
- 魔神之骨（黑蠍）

2015年
- 夜晚的小雙俠（男）
- 變形金剛-領袖的挑戰（柯博文）
- 暗殺教室（赤紅之眼）
- 可塑性記憶（伍堂信也）
- 阿爾斯蘭戰記（巴哈德魯）
- Baby Steps ~網球優等生~ 2（三浦教練）
- 新妹魔王的契約者 BURST（加爾多）

2016年
- 暗殺教室 第2期（赤紅之眼）
- 聖戰刻耳柏洛斯 龍刻的災禍（麒魯）
- 在下坂本，有何貴幹？（警官）
- 學園帥哥（次郎）
- 漂流武士（黑王）
- Classicaloid（巴哈）

2017年
- 帶著智慧型手機闖蕩異世界。（阿爾佛雷德·艾爾涅雅·歐爾托林德）

2018年
- 沒有心跳的少女 BEATLESS（真宮寺）
- 名侦探柯南（恩田辉明）
- 爆肝工程師的異世界狂想曲（庫哈諾伯爵）
- 後街女孩（史蒂夫）
- OVERLORD III（巴布羅·安德瑞恩·耶路德·萊兒·凡瑟芙）
- 天狼 Sirius the Jaeger（百瀨直虎）
- 寄宿學校的茱麗葉（武羅怒兄）
- 黃金神威 第2期（鈴川聖弘）

2019年
- 鬼太郎（第6作）（角富）
- 龍族拼圖（托奇）
- Radiant 虛空魔境（奧克修馬雷）
- 路人超能100 II（森羅萬象丸）
- 盾之勇者成名錄（瑪爾德）
- YU-NO 在這世界盡頭詠唱愛的少女（結城正勝、龍藏寺幸三）
- MIX（大山吾郎）
- 鬼滅之刃（下弦之貳·轆轤）
- 胡蝶綺 ～少年信長～（織田信秀）
- 異世界超能魔術師（雙頭龍）
- BEM（課長）
- 炎炎消防隊（李奧納多·班茲）
- BEASTARS（伊吹）
- 真・中華一番！（羅歇）
- PSYCHO-PASS心靈判官 3（些些河哲也）

2020年
- 慕留人-火影忍者新世代-（森乃伊比喜）
- 成群結伴！西頓學園（安藤安德魯）
- A3！ SEASON SPRING & SUMMER（鹿島雄三）
- 王者天下3（蒙武）
- 卡片戰鬥!! 先導者 -if-篇（隊長）
- 炎炎消防隊 貳之章（李奧納多·班茲）

2021年
- BEASTARS 第2期（伊吹）
- 王之逆襲 意志的繼承者（扎德）
- 86－不存在的戰區－（雷夫·阿爾德雷希多）
- 佐賀偶像是傳奇 捲土重來（審查員C）
- SD鋼彈世界 群英集（亞森X鋼彈）
- 現實主義勇者的王國重建記（凱歐路克·卡邁因）
- EDENS ZERO 伊甸星原（多拉肯・喬）

2022年
- 東京24區（翠堂豪理）
- 泡泡糖忍戰（マックス）
- CUE!（段田昌平）
- 平家物語（藤原忠清）
- 盾之勇者成名錄 Season2（瑪爾德）
- 王者天下4（蒙武）
- 新網球王子 U-17 世界盃（真田弦一郎）
- IDOLiSH7 Third BEAT!（NEXT Re:vale P）
- 機動戰士GUNDAM 水星的魔女（納吉）

2023年
- 最強陰陽師的異世界轉生記（加雷歐斯）
- 物之古物奇譚（挂[1]）
- 海盜戰記 SEASON 2（托魯吉爾[2]）
- HIGH CARD 至高之牌（亞歷山大·亞歷克森）
- 魔術士歐菲 流浪之旅 阿邦拉瑪篇（達米安[3]）
- EDENS ZERO 伊甸星原 第2期（多拉肯·喬[4]）
- MIX 2ND SEASON～第二個夏天，邁向晴空～（大山吾郎）
- 魔術士歐菲 流浪之旅 聖域篇（達米安）
- 勇者死了！（拉克瓦爾特13世）
- 帶著智慧型手機闖蕩異世界。2（阿爾佛雷德·艾爾涅雅·歐爾托林德）
- Dr.STONE 新石紀 NEW WORLD（青嵐）
- 轉生貴族的異世界冒險錄～不知自重的眾神使徒～（四天王D）
- 群馬醬 Season 2（ハニワBLACK暗黑大魔王）
- 物之古物奇譚 第二章（挂）
- 不死少女的謀殺鬧劇（雷斯垂德[5]）
- 無職轉生II～到了異世界就拿出真本事～（巴迪岡迪）
- BULLBUSTER（武藤銀之助[6]）
- 盾之勇者成名錄 Season3（瑪爾德）

2024年
- 月光下的異世界之旅 第二幕（伊歐[7]）
- 公主殿下，「拷問」的時間到了（我流王）
- 逃走中 THE GREAT MISSION（黑幫首領、達米安·孔格）
- 我回來了、歡迎回家（和彥的父親）
- 從Lv2開始開外掛的前勇者候補過著悠哉異世界生活（尤加多[8]）
- 聲優廣播的幕前幕後（藤本大輔）
- 靠廢柴技能【狀態異常】成為最強的我將蹂躪一切（哈克雷侯爵）
- 擅長逃跑的殿下（海野幸康）
- Delico's Nursery（約翰尼斯·弗拉德[9]）
- 魔王陛下RETRY！R（大神官）
- 重啟人生的千金小姐正在攻略龍帝陛下（格奧爾格・提歐斯・拉維）

2025年
- 魔域英雄傳說（修提姆貝雷[10]）
- 炎炎消防隊 參之章（李奧納多·班茲[11]）
- Clevatess -魔獸之王與嬰兒與屍之勇者-（ダガン）
- 新吊帶襪天使（高老大）

### OVA
2001年
- 時空異邦人KYOKOちょこらにおまかせ!（ウィドシーク）

2005年
- 網球王子 跡部的禮物（真田弦一郎）

2009年
- 机动战士MS IGLOO2重力战线（ミロス・カルッピ）

2015年
- 學園帥哥 The Animation（次郎）[12]

### 劇場版動畫
2015年
- 屍者的帝國（弗雷德里克·本拿比）

2024年
- 機動戰士GUNDAM SEED FREEDOM（赫柏特·馮·萊因哈特[13]）

### 網路動畫
2024年
- 範馬刃牙 VS 拳願阿修羅（穆特巴·吉贊加[14]）

### 外片日語配音
- 變形金剛電影：爵士
- 赤壁上、下：關羽
- 玩命關頭1，4，5，6：Dom Toretto/唐老大
- 玩命關頭2：Roman Pierce/罗曼·皮尔斯
- 功夫：苦力強
- X戰警：未來昔日：主教/盧卡斯·畢夏普
- 十月圍城: 閻孝國
- 星際牛仔（串流平台影集）：傑特·布萊克
- 刀塔：神龙之血：恐怖利刃
- 铁拳：血脉：三岛平八
- ULTRAMAN：崛起：志村教練

### 遊戲
- 網球王子系列遊戲（真田弦一郎）
- 新安琪莉可Abyss（瑪緹亞斯）
- 真三國無雙7（魯肅）
- 真三國無雙7猛將傳（魯肅）
- 真三國無雙7帝王傳（魯肅）
- 真三國無雙8（魯肅）
- 真三國無雙英傑傳（魯肅）
- 真三國無雙斬（魯肅）
- 真·三國無雙 起源（魯肅）
- 核心爭霸（萊恩三世）
- 沙加 绯红恩典 绯色的野望（巴尔曼特）
- Sdorica -sunset- (刃)
- 拳皇世界（零(真正)、零(复制)）
- 無雙OROCHI 3（魯肅）
- 催眠麥克風 -Alternative Rap Battle- (満天星 呂駒呂)
- 拳皇全明星（零(真正)）
- 英雄聯盟（加里歐）[15]
- 守望傳說 (沙漠傭兵馬文)
- 聖騎士之戰 -奮戰- (名殘雪)
- 快打旋風6（Vega）
- 刀劍亂舞（道譽一文字）
- 黑白莫比烏斯 歲月的代價（迪可托瑪）

## 來源
1. ↑  . Comic Natalie. 2022-12-19  [2022-12-19]. （原始内容存档于2023-04-12） （日语）.
2. ↑  . Comic Natalie. 2022-06-08  [2022-06-08]. （原始内容存档于2022-06-16） （日语）.
3. ↑  . Comic Natalie. 2022-12-16  [2022-12-16]. （原始内容存档于2023-01-13） （日语）.
4. ↑  . Comic Natalie. 2022-09-16  [2022-09-16]. （原始内容存档于2022-09-16） （日语）.
5. ↑  . Comic Natalie. 2023-08-01  [2023-08-01] （日语）.
6. ↑  . Comic Natalie. 2022-11-18  [2022-11-18]. （原始内容存档于2022-11-18） （日语）.
7. ↑  . Comic Natalie. 2023-12-06  [2023-12-06]. （原始内容存档于2023-12-16） （日语）.
8. ↑  . Comic Natalie. 2024-03-01  [2024-03-01]. （原始内容存档于2024-05-11） （日语）.
9. ↑  . Comic Natalie. 2024-08-08  [2024-08-08]. （原始内容存档于2024-08-29） （日语）.
10. ↑  . Comic Natalie. 2024-12-15  [2024-12-15]. （原始内容存档于2024-12-22） （日语）.
11. ↑  . Comic Natalie. 2024-07-07  [2024-07-07]. （原始内容存档于2024-07-10） （日语）.
12. ↑  . 「學園帥哥 The Animation」官方網站.   [2015-10-10]. （原始内容存档于2015-10-15） （日语）.
13. ↑  . Comic Natalie. 2023-08-08  [2023-08-08]. （原始内容存档于2023-08-08） （日语）.
14. ↑  . Comic Natalie. 2024-05-06  [2024-05-06]. （原始内容存档于2024-05-09） （日语）.
15. ↑  .   [2019-10-18]. （原始内容存档于2019-10-18）.

## 外部連結
- 事務所公開簡歷 （页面存档备份，存于）
- 楠大典官方網站〔GO TAITEM〕（页面存档备份，存于）
- T-time（楠大典的Blog） （页面存档备份，存于）